# Euphorbia ramosa
Euphorbia ramosa là một loài thực vật có hoa trong họ Đại kích. Loài này được Seaton mô tả khoa học đầu tiên năm 1893.